# 普卡奧爾科山 (拉約區-馬蘭加尼區)
14°27′33″S 71°06′10″W / 14.45917°S 71.10278°W
普卡奧爾科山（Puka Urqu），是秘魯的山峰，位於該國南部庫斯科大區，由拉約區和馬蘭加尼區負責管轄，屬於安地斯山脈的一部分，海拔高度4,954米。